# 人間列島
『人間列島』（にんげんれっとう）は、1971年4月8日から1972年3月30日まで、NHK総合テレビで放送されたドキュメンタリー番組である。カラー放送。放送時間は毎週木曜 22:10 - 22:40、再放送は翌日（毎週金曜） 14:20 - 14:50（共に日本標準時）。

## 概要
『ある人生』を発展させた、社会性の強いヒューマンドキュメンタリー番組で、テーマに今日性を色濃く盛り込んで、様々な人間と状況との関わり合いをカラーフィルムを通して描く。NHK教育局教養部制作で、報道局のメンバーが手掛ける『ドキュメンタリー』と並行放送されたが、1972年春の改編で同番組に統合される形で終了した。

## 放送リスト
| 放送日         | サブタイトル                          |
| -------------- | ------------------------------------- |
| 1971年4月8日   | みちのくの椰子の葉陰で                |
| 1971年4月15日  | 二つの挑戦                            |
| 1971年4月22日  | 祖国                                  |
| 1971年5月6日   | さくらえびの春                        |
| 1971年5月13日  | 最後のミサ                            |
| 1971年6月3日   | 晴昂丸の六人                          |
| 1971年6月10日  | 18歳男子                              |
| 1971年7月1日   | 埋もれた受難者たち 水俣病未認定患者   |
| 1971年7月15日  | 銀行が去ったあと 小樽市               |
| 1971年8月5日   | 求む医師                              |
| 1971年8月12日  | 求人行                                |
| 1971年8月19日  | ポイント51号の夏                      |
| 1971年9月9日   | 再会 地蔵祭りと世相                   |
| 1971年9月23日  | ミー子とキャラおじさん                |
| 1971年10月7日  | ダムとはこめがね                      |
| 1971年10月21日 | 私都（きさいち） ある若者たちの50日間 |
| 1971年11月4日  | 公看さんと呼ばれて                    |
| 1971年11月18日 | 砂上花園                              |
| 1971年12月2日  | やませと浪曲                          |
| 1972年1月6日   | 陶工父子                              |
| 1972年1月20日  | 海峡                                  |
| 1972年2月3日   | 命のセロファン                        |
| 1972年3月2日   | 我が御主（ウシュ）                    |
| 1972年3月23日  | 海鳴り 千葉県銚子市外川犬若           |
| 1972年3月30日  | ある結婚                              |